# فوریل فورامید
فوریل فورامید (به انگلیسی: Furylfuramide) با فرمول شیمیایی C۱۱H۸N۲O۵ یک ترکیب شیمیایی با شناسه پاب‌کم ۵۲۸۰۷۰۷ است. که جرم مولی آن ۲۴۸٫۱۹۱۶۲ g/mol می‌باشد. 